# 霍普施泰滕-魏尔斯巴赫
霍普施泰滕-魏尔斯巴赫是德国莱茵兰-普法尔茨州的一个市镇。总面积17.86平方公里，总人口2699人，其中男性1318人，女性1381人（2011年12月31日），人口密度151人/平方公里。